# Praia de São Bernardino
Praia de São Bernardino vista de cima
A Praia de São Bernardino é uma das praias localizada na aldeia de São Bernardino (de onde tira o seu nome), no Município de Peniche, na região Oeste, Portugal. Atualmente, existe um café localizado na praia, sendo também a única praia concessionada da aldeia, possuindo no Verão nadadores salvadores de serviço. 
Segundo dados geológicos, partes da arriba apresentam camadas arenosas (norte da praia) e argilosas (sul da praia) devido a antigos rios registrados durante a época do Jurássico Superior, com a diferença acontecendo devido a localização destes rios. Nesta região é também possível observar várias espécies de aves, como o corvo-marinho-de-crista ou a águia-sapeira, que constroem ninhos e se alimentam de insetos que vivem na região.